# تنبل سه‌انگشتی کوتوله
تنبل سه‌انگشتی کوتوله (نام علمی: Bradypus pygmaeus) نام یک گونه از سرده تنبل سه‌انگشتی است.